# Jan Šerhant
Plk. Jan Šerhant (6. května 1907 Liblice – 23. února 1983 Praha) byl český šéfpilot firmy Baťa a pilot Royal Air Force během druhé světové války

## Život

### Před druhou světovou válkou
Jan Šerhant se narodil 6. května 1907 v Liblicích na Mělnicku. Vychodil obecnou a měšťanskou školu a jeden rok studoval na střední průmyslové škole. Poté zběhl k letectví a mezi lety 1925 a 1926 absolvoval Pilotní školu leteckého dorostu v Prostějově, v roce 1927 pak stíhací výcvik v Chebu. Následovala řada navazujících kurzů a školení včetně nočního stíhacího v roce 1932. V tomto roce ukončil i službu v armádě a vstoupil do služeb firmy Baťa na otrokovickém letišti, kde se postupně stal šéfpilotem. Uznání se mu dostalo v roce 1934, kdy s obchodním vedoucím p. Jandou na letounu De Havilland DH.89 Puss Moth absolvoval služební cestu do Indie a zpět přičemž úsek Káhira - Karáčí zvládl za tři dny tj. o den méně, než kdokoliv před ním. V roce 1937 měl absolvovat obchodní cestu kolem světa na letounu Lockheed L-10 Electra, ta ale byla neplánovaně ukončena kvůli nepřízni počasí v Chicagu.

### Druhá světová válka

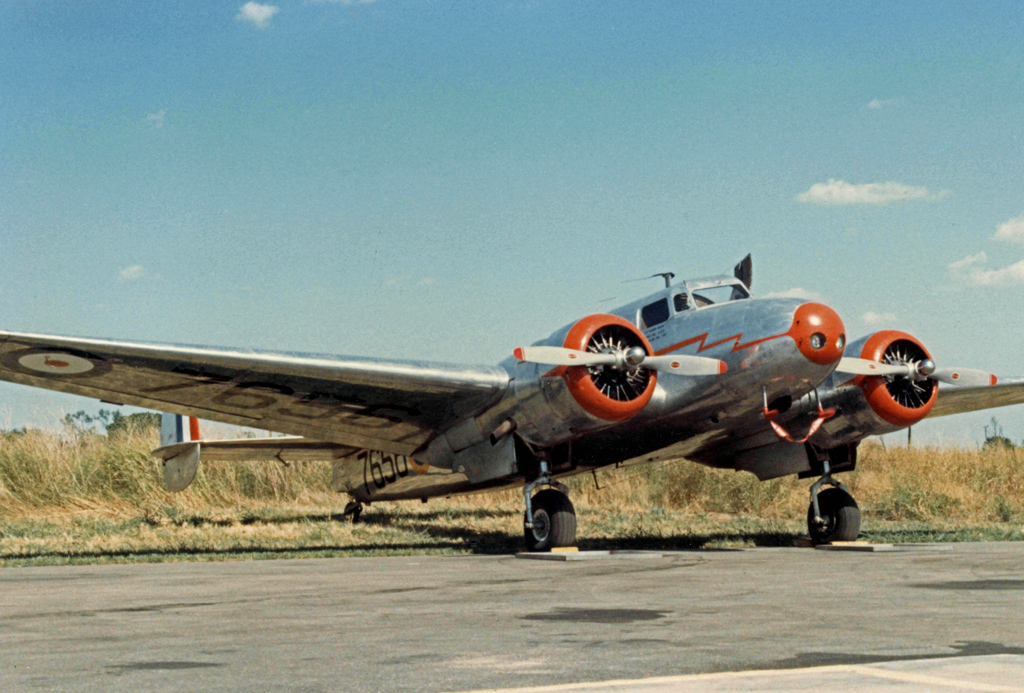
Letadlo Lockheed L-10 Electra č. 1091 Jana Antonína Bati, kterým piloti Šerhant a Doležal odletěli z Československa

Německá okupace v březnu 1939 Jana Šerhanta na území Československa nezastihla, protože 11. března odletěl společně s druhým pilotem Janákem a radiotelegrafistou Oldřichem Doležalem na služební cestu a po okupaci se již ani jeden z nich nevrátil. Díky této jejich cestě se do zahraničí dostal i dosud dochovaný letoun Lockheed L-10 Electra č. 1091 Jana Antonína Bati. Jan Šerhant tak musel v protektorátu zanechat manželku a dvě děti. Dne 6. ledna 1942 se v Kanadě přihlásil do československé zahraniční armády a po přesunu do Velké Británie začal v červnu téhož roku létat v 68. noční stíhací peruti RAF. Během posledního letu večer 7. října 1943 si v rámci předepsaného turnusu zapsal svůj jediný sestřel. Od listopadu pak sloužil u 511. dálkové dopravní perutě RAF na trasách po celém světě, v listopadu 1944 byl převelen k 246. peruti.

### Po druhé světové válce
Po návratu do Československa začal v roce 1946 Jan Šerhant pracovat u Československých aerolinií. Dne 5. března přežil se zraněními nehodu, které se účastnil jako druhý pilot. Kvůli špatnému počasí došlo k záměně přistávacích světel za osvětlení stavby a k pádu do prázdné retenční nádrže. Kromě Jana Šerhanta jej přežili ještě tři cestující. Zahynul i kapitán letadla Karel Balík. Po komunistickém převratu v roce 1948 se musel živit jako dělník na stavbách a poté jako montér stavebních jeřábů. Tajně sepisoval vzpomínky, které v roce 2019 vyšly pod názvem Válečná odysea. Zemřel 13. února 1983 v Praze. Rehabilitován byl v roce 1991.

## Vyznamenání
- 3x 1943 a 1x 1944 Československá medaile Za chrabrost před nepřítelem
- 1944 Československý válečný kříž 1939
- 1946 Československá medaile za zásluhy I. st.
- Hvězda 1939–1945
- Evropská hvězda leteckých posádek
- Italská hvězda
- Barmská hvězda
- Válečná medaile 1939–1945

## Posmrtná ocenění
- Jan Šerhant byl v roce 1991 in memoriam povýšen do hodnosti plukovníka